# Ashera
Asherah (hébreu : אשרה ˈæʃərə), est une déesse-mère dans des religions sémitiques de l'Antiquité. Les Akkadiens la nomment Ašratu(m), et les Hittites, Aserdu(s) ou Asertu(s). On peut également rapprocher son nom de l' Aset égyptienne (Isis). Elle est souvent identifiée à la déesse ʾAṯiratu d'Ougarit et semble liée au culte de Baal avant le VIIe siècle av. J.-C.

## Les sources

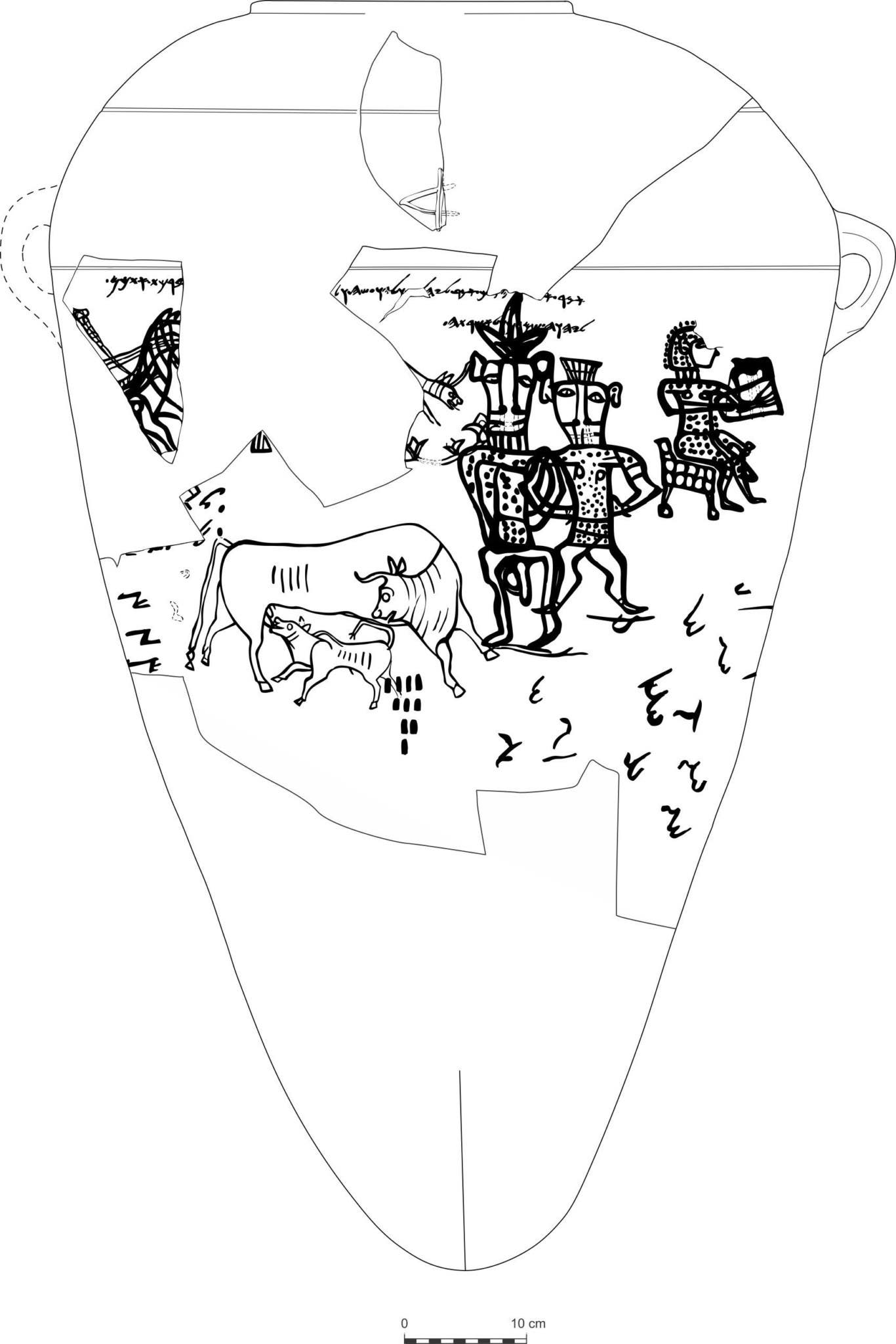
Les inscriptions de Kuntillet 'Ajrud

Les ostraca de Kuntillet Ajrud qui datent du VIIIe siècle av. J.-C., trouvés dans le désert du Sinaï, portent l'inscription « berakhti et’hem l’yhwh shomron [ou Shomrenou] ulèAsherato » : « Je vous ai bénis par YHWH de Samarie et son Ashera » ou « Je vous ai bénis par YHWH notre gardien et son Ashera », selon qu'on lise Shomron : Samarie ou Shomrenou : notre gardien. On trouve aussi la mention « YHWH et son Ashera » sur une inscription datant de la monarchie tardive (vers 600 av. J.-C.) dans la région de la Shefelah (royaume de Juda).
Le Pentateuque en parle quatre fois comme des idoles à détruire. Le roi Josias, vers 630 av. J.-C., « ordonna [...] de retirer du sanctuaire de Yahvé tous les objets de culte qui avaient été faits pour Baal, pour Ashera et pour toute l'armée du ciel [...]. Il supprima les faux prêtres que les rois de Juda avaient installés et qui sacrifiaient [...] à Baal, au soleil, à la lune, aux constellations et à toute l'armée du ciel. [...] Il démolit la demeure des prostituées sacrées, (Rois II 23 7 הַקְּדֵשִׁים le final en « im », un masculin pluriel, indique-t-il qu'il s'agissait de prostitués mâles ?) qui était dans le temple de Yahvé [...] ».
Le prophète Jérémie, durant l'exil à Babylone, reproche aux Hébreux exilés de vouer un culte à Ashera, représentée sur des statuettes comme une femme aux seins nus. Les Juifs lui affirment qu'Ashera est généreuse et leur offre du pain en grande quantité. Et pour étayer leurs dires, ils lui rappellent que d’autres avant lui leur avaient fait abandonner le culte d’Ashera et que le résultat fut « le glaive et la famine » (Jérémie 44, 17-19).
Il y a un certain consensus au sein de la recherche pour voir en Ashera la version cananéenne de la déesse Athirat (ou ʼAṯirat) — une importante déesse-mère dont le culte est répandu au Moyen-Orient. Elle est connue depuis le deuxième millénaire dans des textes ougaritiques qui l'associent à El, quoique certains chercheurs modèrent cette assimilation voire la contestent. Cette divinité apparaît dans des sources akkadiennes sous les noms de Ashratum/Ashratu, et dans des sources hittites sous celui de Asherdu(s), ou Ashertu(s), ou Aserdu(s), ou Asertu(s). 

## Interprétations
Les mentions bibliques ou archéologiques sur Ashera confirment le culte qui lui était rendu, mais elles ont été interprétées de diverses façons.

### Pour la Bible
Dans la Bible, son existence est interprétée comme une régression par rapport à un monothéisme originel que certains Israélites ont oublié au profit des faux dieux et des idoles. C'est en particulier le message des prophètes comme Osée ou Amos, qui fustigent les pratiques polythéistes qui avaient cours à leur époque. Dans les lieux de culte de l'Israël antique, Ashera était traditionnellement symbolisée par un poteau sacré, symbole de la fécondité. 
La Bible associe souvent Ashera au dieu phénicien Baal.

### Pour les historiens
Il est établi que le mot Ashera désigne une déesse cananéenne ; mais par ailleurs, un autre mot d'origine cananéenne "Asteroth" (pluriel) similaire signifie « arbre sacré » ou « poteau sacré ». La plupart des historiens en concluent qu'Ashera est effectivement une déesse qui pouvait être représentée, ou symbolisée, aussi bien sous la forme d'une femme que par un arbre ou un poteau. Les archéologues ont retrouvé, dans le royaume d'Israël et le royaume de Juda, de nombreuses figurines piliers en argile datant du VIIIe  et du  VIIe siècle av. J.-C. représentant Ashera, Anat ou Astarté sous les traits d'une déesse de la fécondité et de la fertilité, leurs mains soutenant leur poitrine divine,. 
Ainsi, en 2011, pour beaucoup d'historiens, le culte d'Ashera et des autres dieux cités dans la Bible, cultes condamnés par les prophètes, démontre que les anciens Hébreux étaient polythéistes. Les prophètes de la Bible représentent donc un courant religieux en rupture avec la tradition. Ainsi, la religion polythéiste des anciens Israélites a d'abord évolué vers la monolâtrie où Yahweh était le dieu principal, entouré par d'autres dieux ; puis dans un second temps, la religion a évolué vers un monothéisme où il était le seul dieu.

## Hommage
Ashera est l'une des 1 038 femmes dont le nom figure sur le socle de l'œuvre contemporaine The Dinner Party de Judy Chicago. Elle y est associée à la déesse Ishtar, troisième convive de l'aile I de la table. L'astéroïde (214) Aschera est nommé après Ashera.